# Adud al-Dawla

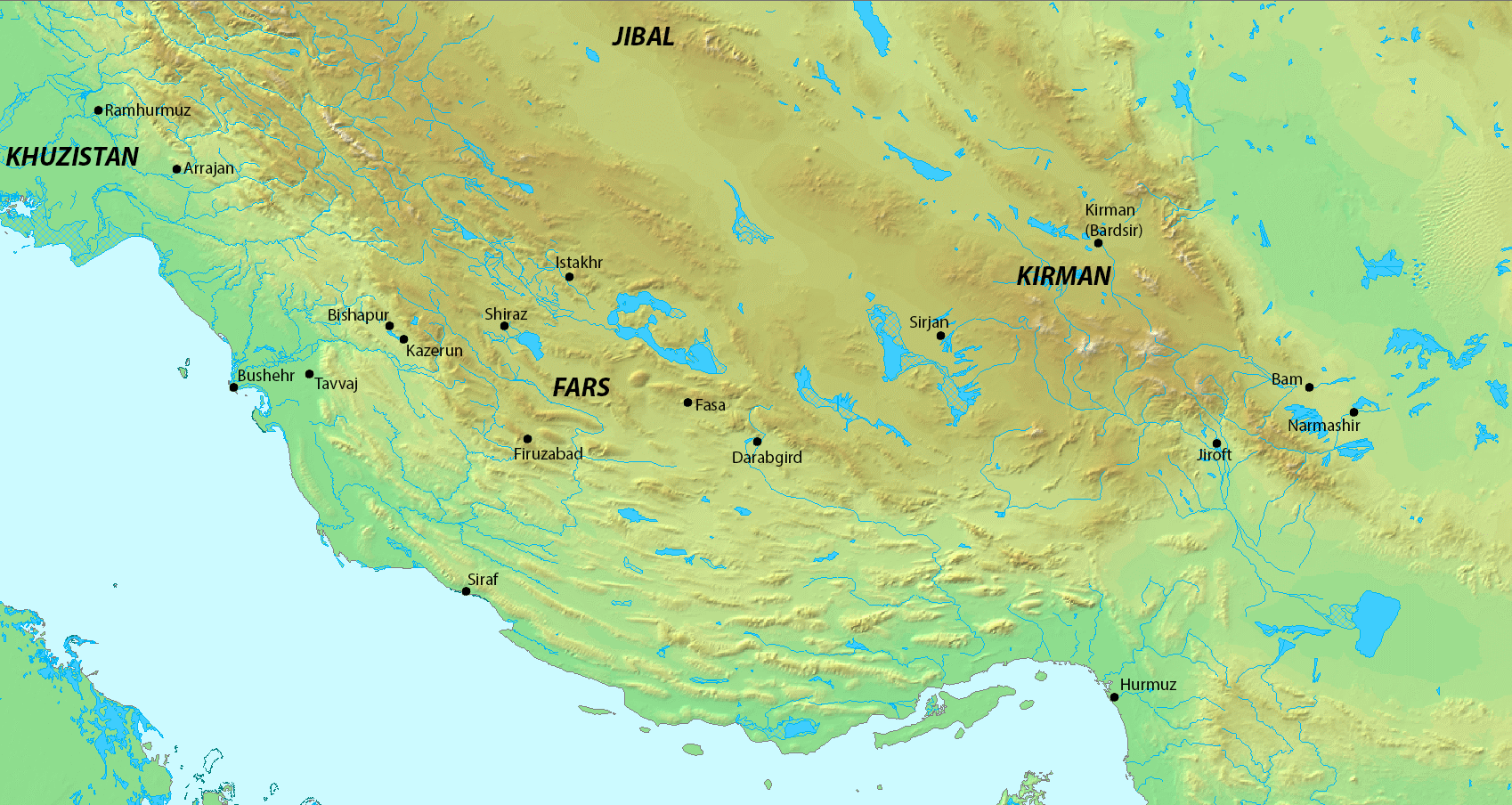
Mapa de Fars y sus regiones circundantes en los siglos y.

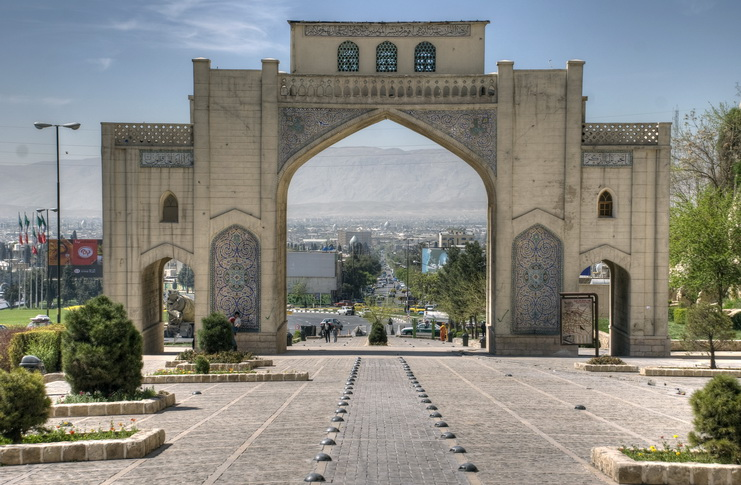
Puerta del Corán en Shiraz

Moneda de
Abu Shuyá Fanna Jusraw, más conocido por su láqab.

Adud al-Dawla (Isfahán, 24 de septiembre de 936-Bagdad, 26 de marzo de 983) fue un soberano buyí, hijo del "emir al-umará" búyida Rukn-ad-Dawla Hasan ibn Búyah (o Buwayh). Tuvo como maestro a Abu ul-Fadl ibn al-Amid, que fue visir de su padre en Rayy. Estableció la paz pública en Fars e Irak, imponiendo el fin de las manifestaciones políticas, una administración regular eficaz, haciendo de patrón para algunos eruditos chiitas, como al-Mufid, y restaurando un buen número de santuarios chiitas. Fue mecenas de poetas y sabios, pero muy exigente; él mismo compuso algunos versos.

## Biografía
En 949 murió su tío Imad al-Dawla Ali ibn Búyah sin hijos, y siguiendo su voluntad, su sobrino Khusraw de 13 años fue nombrado heredero al Fars; muchos de los oficiales de Imad al-Dawla eran nobles daylamitas con más derecho que los buyíes (que también eran daylamitas pero de origen humilde) y para evitar una revuelta contra su heredero, Imad al-Dawla, antes de morir arrestó un grupo de los oficiales y cuando el sobrino llegó a Shiraz, la capital de Fars, Imad al-Dawla lo recibió y lo sentó a su trono en palacio, y llamó a todos los cortesanos a su presencia. Aun así no fue capaz de poder evitar una revuelta al cabo de poco tiempo de morir en noviembre de 949. Adud al-Dawla (de hecho todavía no traía este título) recibió la ayuda de su padre. Rukn al-Dawla se encontró entonces con el visir de Muizz al-Dawla enviado con el mismo propósito y juntos restablecieron a Fanna Khusraw al trono, dominando la situación. Rukn al-Dawla anexionó el distrito de Arrayan a sus dominios (antes parte del Fars). En adelante el joven gobernó Fars sin problemas.
En 962 recibió del califa el lakab (título) de Adud al-Dawla. Su tío Muizz al-Dawla, buyí de Irak, consiguió el control de Básora después de noviembre de 947 y desde entonces tuvo como objetivo controlar Omán, donde se cobraban las tasas del comercio hacia el océano Índico; en 966 Muizz al-Dawla y Adud al-Dawla enviaron una expedición conjunta a Omán que impuso el dominio buwáyhida directo pero los gobernadores impuestos no tardaron a ser expulsados.
En 967 murió su otro tío Muizz al-Dawla que le dejó Omán; en 968 conquistó Kirmán a Ilyasa y el gobierno de esta provincia le fue reconocido por el califa, y el gobernador de Sistán (el saffárida Abu Ahmad Khalaf ibn Ahmad) lo reconoció como su soberano.
En 970/971, abortó el intento de un hermano del anterior gobernador de Kirmán, Ilyasa, que tenía el apoyo samánida, al cual derrotó, y a continuación infligió una derrota decisiva a sus aliados los Kuč-Baluč el 13 de diciembre de 970 que habían sido los principales aliados de todos los gobernadores musulmanes del Kirman. Entonces dominó el Kirmán y extendió su autoridad hacia el sudeste, en Tiz y el Makrán poblado de tribus qufs (sur de Kirmán) y baluchis (sudeste) a los que sometió, llegando hasta la costa del golfo Pérsico al puerto de Hormuz. En agosto y septiembre de 971 tuvo que hacer una expedición contra los baluchis que habían roto su juramento de fidelidad y les infligió una decisiva derrota el 8 de enero de 972, después de la cual se establecieron como granjeros.
Adud al-Dawla había dejado abierta la ruta del golfo hacia Omán, y en 972 envió un ejército que conquistó Suhar en Omán. Entre 972 y 974 sus comandantes conquistaron las zonas de montaña del país, lo que le garantizó un dominio que hasta entonces ningún gobernador había tenido en Omán. En 973 se firmó un tratado general de paz con los samánidas, por el cual los buwáyhidas acordaban pagar un tributo de 150 000 dinares al año.
En el 974 se sublevó en Kirmán un antiguo oficial samánida que se apoderó de Bam. Entonces (974) quiso expropiar a su primo Izz al-Dawla Bakhtiar que había sucedido a Muizz al-Dawla en el Irak (967). En 975 envió una expedición a Kirmán que ocupó Bam. A continuación, otra vez el hijo de Ibn Ilyas fue derrotado en Yiroft. En adelante la frontera entre buwáyhidas y samánidas en el Kirmán ya no sufrió más conflictos en vida de Adud al-Dawla.
Ahora seguía con la idea de expropiar a Izz al-Dawla Bakhtiar. Este se había visto sorprendido por una revuelta de sus tropas turcas y había quedado encerrado en Wasit, mientras los rebeldes dominaban Bagdad y Juzestán; y Adud al-Dawla convenció a su padre Rukn al-Dawla, que era el decano de la familia y que gobernaba en Jibal, de hacer una expedición en auxilio de Bakhtiyar con las tropas propias y algunas que envió Rukn al-Dawla desde Rayy. No obstante, retrasó tanto como pudo la intervención a la espera de que Bakhtiyar estuviese a punto de ser derrotado; entonces actuó, derrotó a los rebeldes (30 de enero de 975) y entró en Bagdad el 31 de enero del 975.
Al cabo de dos meses, bajo presión, Bakhtiyar abdicó (12 de marzo de 975). Esta actuación molestó tanto a su padre Rukn al-Dawla que le obligó a restablecer a Bakhtiyar, y aunque Adud obedeció, del disgusto que el padre tuvo se puso enfermo y murió el 16 de setiembre del 976. Adud al-Dawla fue reconocido ya antes como heredero de su padre, pero dejó gobernar como vasallos a sus hermanos Muayid al-Dawla en Esfahán (976-984) y Fakhr al-Dawla en Rayy y Hamadán (974-980). La muerte del padre le favoreció porque le dejaba el camino libre hacia Irak.

## Visires
Inicialmente tuvo como visir a Nasr ibn Harún, un cristiano. Después duplicó el cargo y nombró un segundo visir que fue Mutahhar ibn Abd Allah.

## Construcciones
Entre sus construcciones cabe mencionar:
- El Observatorio de Isfahán.
- Una esclusa en el río Kur entre Shiraz e Istakhr (año 960) que regaba 300 pueblos de Fars y fue conocido como Band-y Amir.
- Bimaristan-i Adhudi (Hospital Al-Adudi), uno en Bagdad y uno en Shiraz.
- Mausoleo de la tumba de Ali bin Abi Tálib en Náyaf (donde fue enterrado).